# Пять тысяч франков «Французский Союз»
Пять тысяч франков Французский Союз (или Французская империя) — французская банкнота, эскиз которой был утверждён 5 марта 1942 года, выпускавшаяся в обращение Банком Франции c 4 июня 1945 года до замены на банкноту Пять тысяч франков Земля и море.

## История
Это единственная банкнота, чья тема — французская колониальная империя. Иногда её называли «5000 франков Французской империи», но название Французский Союз утвердилось за ней, хотя конституционно он появился в 1946 году, он был разработан в 1944 году генералом де Голлем, который принимал активное участие в денежной реформе, принятой под эгидой Банка Франции постановлением от 4 июня 1945 года.
В тот день (4 июня 1945 года) был самый большой обмен банкнот, из производившихся во Франции до этого времени: все банкноты номиналом более 50 франков должны были быть обменены на наличные деньги и в частности на банкноты номиналом 300 и 5 000 франков, которые хранились в резервах Банка. Правительство с помощью этого обмена на новые банкноты надеялось оживить экономику. Но произошло обратное: в 1946 и 1947 годах чёрный рынок процветал. Таким образом, с 29 января 1948 года правительство вынужденно начало изымать из оборота эту банкноту.
Эта полихромная банкнота была напечатана методом глубокой печати сначала в 1942 году, а затем с 1944 по 1946 год: с июня 1945 года на территории Франции было распространено 99 миллионов банкнот.
Она выведена из обращения с 31 января 1948 года.

## Описание
Банкнота была разработана работами художника Клемана Серво, гравёрами Камилем Бельтраном, Жюлем Пилем и Ритой Дрейфус.
С большим полихромным балансом спереди, доминирующий синий цвет на обороте.
Аверс: в центре группы людей находится молодая женщина, символизирующая Францию, в окружении суданцев, аннамита и бербера, которые смотрят влево, за женщиной четыре французских флага, на фоне различных цветов.
Реверс: в центре банкноты женщина, символизирующая Францию, на этот раз на фоне фруктов и овощей в оранжевом пастельном тоне, а с каждой стороны от женщины — городской пейзаж, один из которых символизирует Индокитай, а другой Алжир.
На первом водяном знаке изображены две женские головы азиатского типа, в профиль, а на другом — голова европейского типа.
Размеры банкноты составляют 208 × 115 мм.